# Julie Dash
Julie Ethel Dash (nascida em 22 de outubro de 1952) é uma diretora, roteirista, autora e produtora americana. Seu primeiro longa-metragem, Filhas do Pó, foi o primeiro filme de uma mulher afro-americana a receber um lançamento geral nos cinemas dos Estados Unidos; a Biblioteca do Congresso o incluiu no Registro Nacional de Filmes em 2004.

## Filmografia
- Seeking: Mapping Our Gullah Geechee Story, 2023 (curta-metragem)
- Travel Notes of a Geechee Girl, 2017 (documentário)
- Standing at the Scratch Line, 2016 (curta-metragem)
- The Rosa Parks Story, 2002 (longa-metragem)
- Tempo de Ser Livre, 2000 (longa-metragem)
- Incógnito, 1999 (longa-metragem)
- Minha Nova Vida, 1999 (longa-metragem)
- Subway Stories, 1997 (Antologia, segmento Sax Cantor Riff)
- Filhas do Pó, 1991 (longa-metragem)
- Praise House, 1991 (curta-metragem)
- Relatives, 1989 (curta-metragem)
- Illusions, 1982 (curta-metragem)
- Diary of an African Nun, 1977 (curta-metragem)
- Four Women, 1975 (curta-metragem)[3]